# William Bonfield
William Bonfield CBE, FREng, FRS (6 de março de 1937) é um engenheiro britânico. É especialista em ciência dos materiais.
É professor emérito de materiais médicos da Universidade de Cambridge.